# Nintendogs
Nintendogs (japonsky ニンテンドッグス, Nintendoggusu) je videohra pro Nintendo DS z roku 2005.
Jedná se o simulátor chovu psů, které je možno cvičit (pomocí hlasových rozkazů), účastnit na soutěžích, čistit je nebo chodit s nimi na procházky.
V roce 2011 bylo vydáno pokračování hry s názvem Nintendogs + Cats pro Nintendo 3DS.